# Steve Gallardo
Steve Gallardo (Phoenix, 25 de octubre de 1968) es un político estadounidense. 

## Biografía

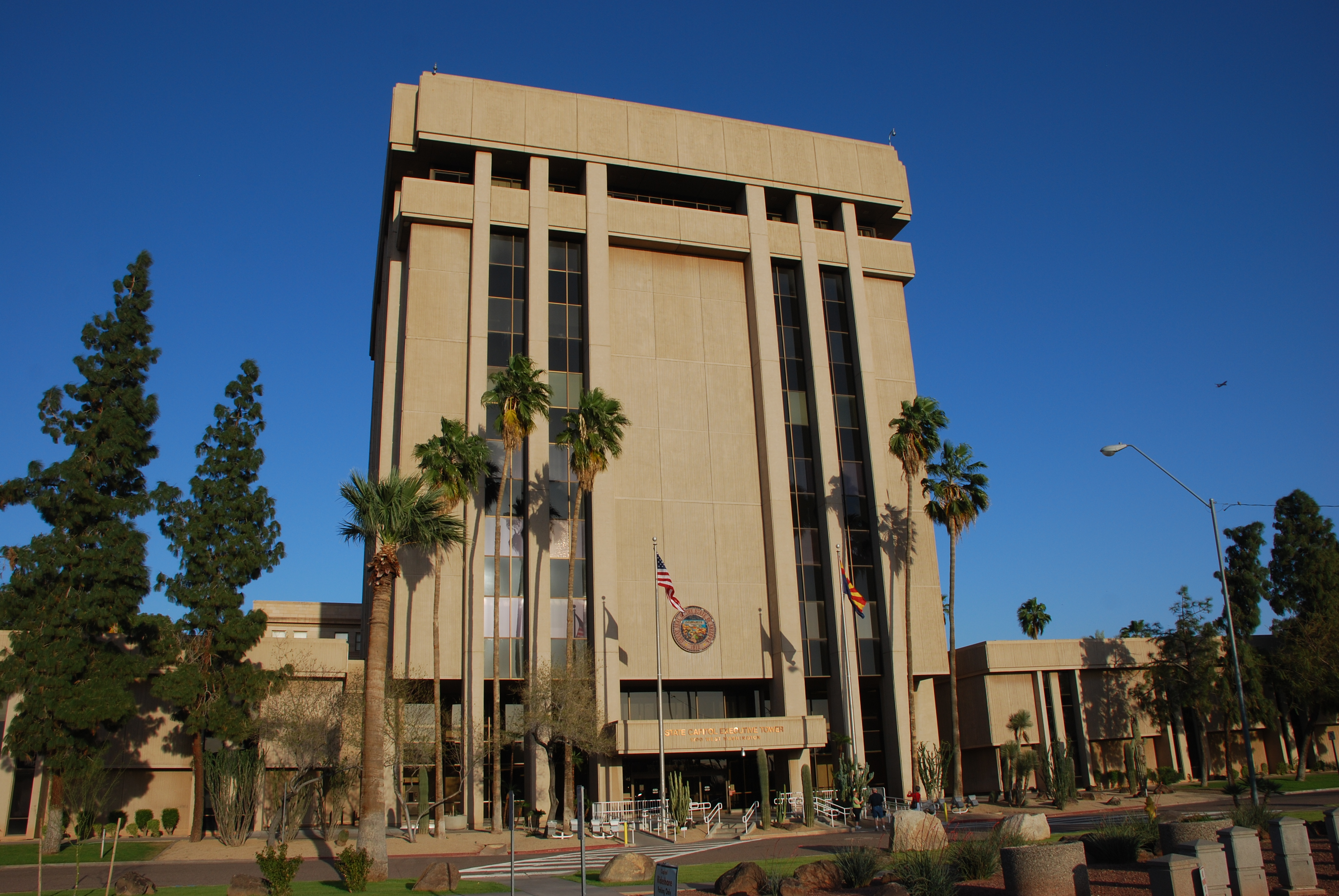
Capitolio Estadual de Arizona, Torre Ejecutiva (2013)

Gallardo nació en Phoenix, Arizona el 25 de octubre de 1968. Hijo de José Luis Gallardo y Alice Carrillo, pertenece a la cuarta generación de inmigrantes hispanos de su familia en el estado de Arizona. Fue criado en el barrio Maryvale, Phoenix, realizando sus estudios primarios en el Starlight Park Elementary School y secundarios en el Trevor G. Browne High School. Sus estudios superiores los cursó en el Rio Salado Community College. Se desempeñó durante catorce años en la Dirección de Finanzas de Campaña y Oficial de Entrenamiento del Condado de Maricopa.
Entre 1998 y 2002, Gallardo fue designado por la gobernadora Janet Napolitano como miembro del Consejo Consultivo de Derechos Civiles de Arizona. En 2001, se integró al Comité de Planificación de Maryvale Village del Consejo Municipal de Phoenix.

### Carrera política
En febrero de 2002, Gallardo renunció a su cargo en el Departamento de Elecciones del Condado de Maricopa para postularse a la Cámara de Representantes de Arizona, siendo electo en noviembre del mismo año para los distritos de Maryvale, Glendale, Tolleson, Cashion y Avondale. Fue reelecto por los periodos de 2004, 2006 y 2008. 
En 2010 fue elegido al Senado de Arizona y reelecto para el periodo de 2012, siendo un fuerte opositor de la ley estatal de antiinmigración SB-1070, una de las más estrictas leyes migratorias de Estados Unidos, ejerciendo posteriormente un liderazgo en el activismo en favor de los inmigrantes en Estados Unidos.

### Vida personal
Como una forma de manifestación en contra de la Ley SB-1062 de Arizona, una iniciativa estatal que permite negar el acceso a servicios en el comercio a personas LGBT sobre la base de criterios religiosos, Gallardo salió del armario públicamente como gay en 2014.